# Dianthus leptoloma
Dianthus leptoloma är en nejlikväxtart som beskrevs av Ernst Gottlieb von Steudel och Achille Richard. Dianthus leptoloma ingår i släktet nejlikor, och familjen nejlikväxter. Inga underarter finns listade i Catalogue of Life.